# Liceum Ogólnokształcące nr XVII im. Agnieszki Osieckiej we Wrocławiu
Liceum Ogólnokształcące nr XVII im. Agnieszki Osieckiej we Wrocławiu – szkoła średnia powstała w 1991 roku. Była wówczas częścią nieistniejącego już Zespołu Szkół nr 6. W jego skład wchodziło Technikum Geodezyjne, Technikum Chłodnicze, a później Liceum Profilowane nr 6. Pod koniec pierwszej dekady XXI wieku szkoły wygaszono, a Zespół rozwiązano, pozostawiając w budynku tylko LO nr XVII. Szkoła od początku swojego istnienia mieści się przy ul. Tęczowej 60 we Wrocławiu.

## Historia budynku

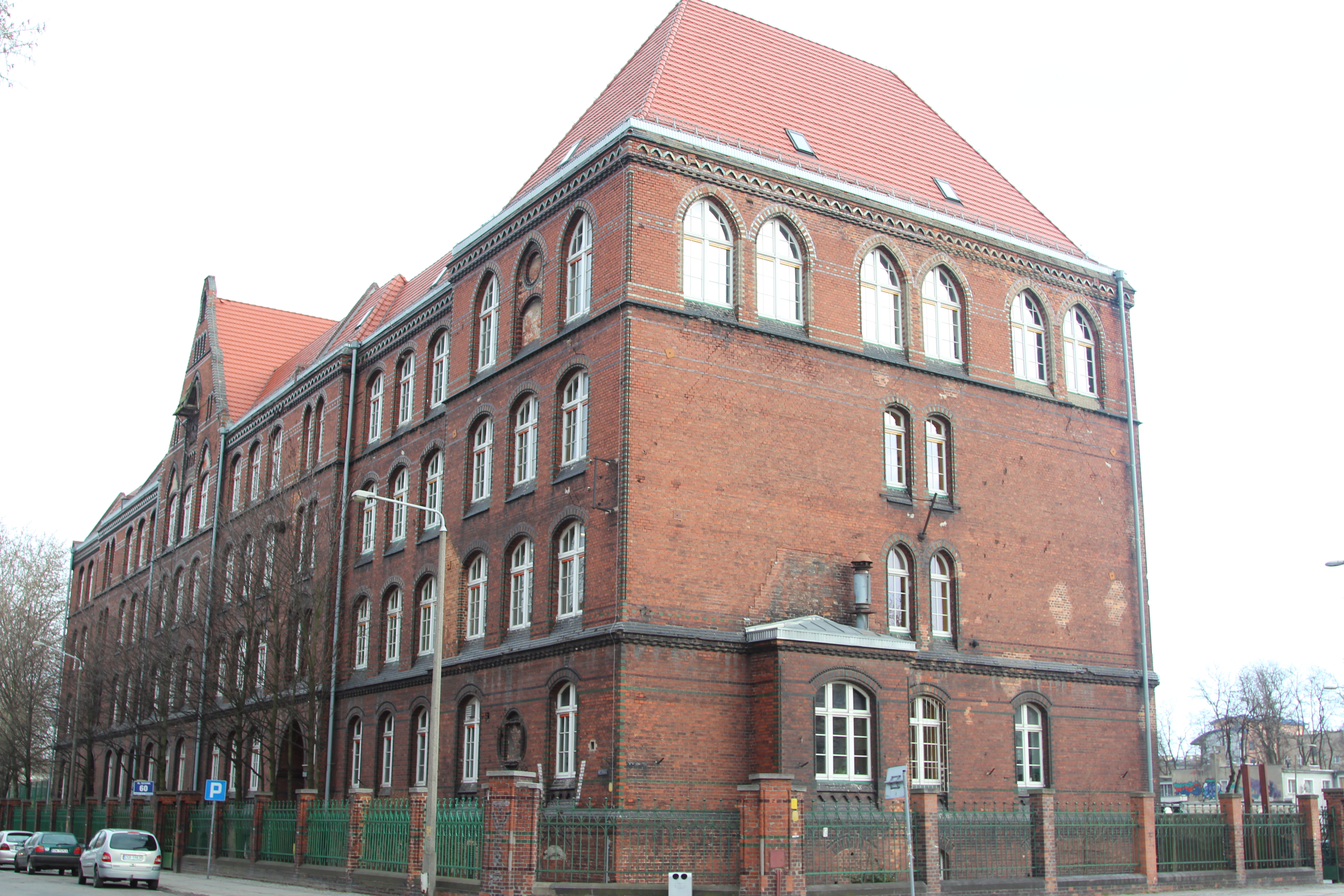
LO nr XVII od strony ul. Tęczowej i Szpitalnej

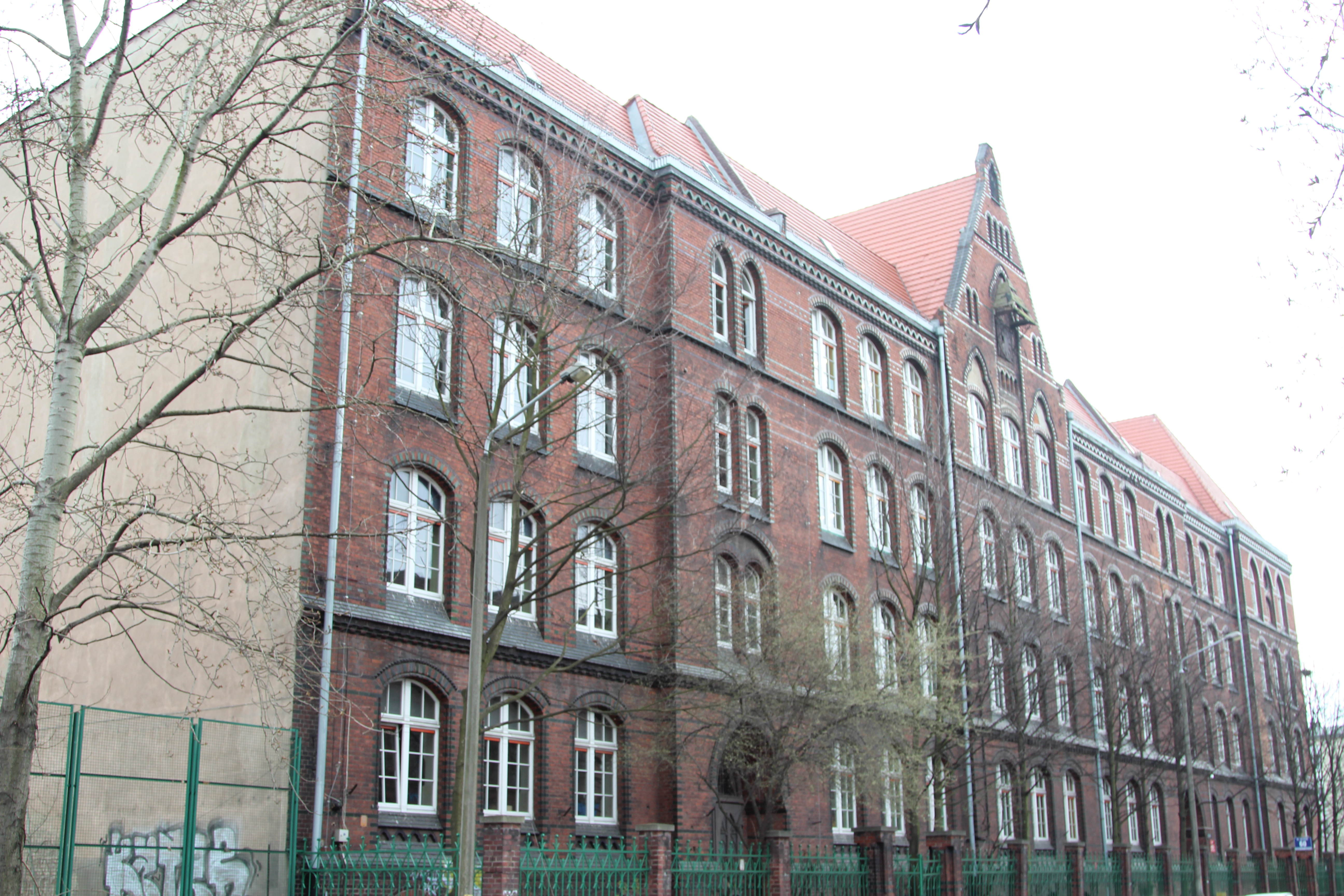
Widok od ul. Tęczowej i Kolejowej

Budynek, w którym obecnie mieści się Liceum Ogólnokształcące nr XVII, powstawał w latach 1891–1893. Architektem obiektu był Richard Plüddemann. Zaprojektował go w stylu neogotyku hanowerskiego, z elewacjami licowanymi czerwoną cegłą i dekorowanymi elementami glazurowymi. Budowla nieznacznie ucierpiała podczas II wojny światowej. Po 1945 roku wprowadzono niewiele zmian.

## Patronka
Zespół Szkół nr 6 nie posiadał żadnego patrona. Z inicjatywą zmiany tego stanu rzeczy wyszła w 1997 roku polonistka Zofia Baryń, która zaproponowała by szkoła nosiła imię poetyki Agnieszki Osieckiej. Dyrekcja, grono pedagogiczne jak i również uczniowie zaaprobowali tę propozycję. Po wyrażeniu zgody przez córkę Osieckiej, Agatę Passent, ówczesna dyrektorka Bronisława Piechocińska rozpoczęła procedurę nadania patrona szkole. Całość starań została zwieńczona podczas VII Przeglądu Kultury Szkół Średnich „Przekręt 1998”, kiedy to 16 marca 1998 roku odbyło się oficjalne nadanie imienia Zespołowi Szkół nr 6 im. Agnieszki Osieckiej. Byli na niej obecni m.in.: Agata Passent, Magda Umer, Władysław Frasyniuk oraz ówczesny prezydent Wrocławia Bogdan Zdrojewski.
Liceum Ogólnokształcące Nr XVII otrzymało imię Agnieszki Osieckiej wraz z rozwiązaniem Zespołu Szkół nr 6.

## Profile klas
Uczniowie szkoły mają do wyboru sześć profili kształcenia:
- językowo-biznesowa,
- językowo-turystyczna,
- matematyczno-informatyczna,
- biologiczno-chemiczna,
- teatralna,
- humanistyczno medialna.[4][5].

## Osoby związane ze szkołą
W latach 1999–2017 dyrektorem szkoły był Roman Kowalczyk, który zrezygnował z funkcji wraz z powołaniem go na funkcję Dolnośląskiego Kuratora Oświaty. 24 kwietnia 2017 roku odbyła się uroczystość nadania imienia dębowi „Wielki Roman”, znajdującemu się na dziedzińcu szkoły.
Absolwentami szkoły są m.in.:
- Krystian Sacharczuk
- Łukasz Mróz
- Magdalena Pasierska – członkini duetu Me Myself And I
- Paweł Rańda – skończył technikum mechaniczne w ramach ZS nr 6
- Krzysztof Szczepaniak
- Michał Paszczyk
- Marcin Kalisz
- Kamil Szeptycki
- Mona Lizak